# Giovanni da Cascia
Giovanni da Cascia (ou Jovannes de Cascia, Johannes de Florentia, Maestro Giovanni da Firenze) est un compositeur italien de l'époque médiévale, actif au milieu du XIVe siècle.

## Biographie
On ne connaît pratiquement rien au sujet de sa vie. D'après son nom de famille, on présume qu'il est né dans le village de Cascia, près de Florence. On pensait autrefois qu'il avait occupé un poste à la Cathédrale de Florence, mais ce n'est plus accepté. Une chronique florentine fait état que Giovanni da Cascia et Jacopo da Bologna ont concouru à la cour de Mastino II della Scala ; Mastino est mort en 1351. Les métaphores utilisées dans ses œuvres sont compatibles avec les idiomes du milieu du XIVe siècle. Son portrait dans le Codex Squarcialupi, le montre sans vêtements sacerdotaux.
Dix-neuf compositions de Giovanni da Cascia ont survécu, dispersées dans neuf manuscrits. Seize sont des madrigaux et trois d'entre eux sont cacce. On pense qu'il a écrit quelques-uns des textes. Musicalement, les madrigaux de Giovanni sont d'importance dans le développement du style du madrigal du XIVe siècle. Il a tendance à l'utilisation prolongée des mélismes sur les première et avant-dernière syllabes d'une ligne poétique et parfois introduit des hoquets à ces endroits. Les milieux de lignes sont généralement syllabiques. Plusieurs de ses œuvres sont très similaires dans le style à des œuvres anonymes conservées dans le Codex Rossi.
Plusieurs de ses œuvres survivent dans des versions assez différentes. C'est la preuve que l'improvisation est toujours un aspect important dans l'exécution musicale jusqu'à ce moment. Les œuvres de Giovanni ont tendance à ne pas être tonalement unifiées ; elles commencent et se terminent sur des notes différentes, et dans certains cas, comme dans Nascoso el viso, chaque ligne poétique commence et se termine sur des notes différentes. On trouve occasionnellement des imitations dans ses œuvres.
L'éditions des œuvres de Giovanni, a été publiée par W. Thomas Marrocco et Nino Pirrotta au XXe siècle.

## Œuvres
Madrigale
(tous à deux voix)
- Agnel son bianco
- Appress’un fiume chiaro
- Deh, come dolcemente
- Donna già fu’
- Fra mille corvi
- In su la ripa
- La bella stella
- Nascoso el viso
- Nel meço a sei paon
- O perlaro gentil
- O tu, cara sciença
- Per ridda andando ratto
- Più non mi curo
- Quando la stella
- Sedendo all’ombra
- Togliendo l’una a l’altra

Cacce
(tous à trois voix)
- Con brachi assai
- Nel bosco sença foglie
- Per larghi prati

Œuvre douteuse
- De soto ’l verde (2 voix)

Perdue
- Soni multi et ballate (1 voix)